# Ricote
Ricote es un municipio español de la Región de Murcia, que da nombre a la histórica comarca murciana del Valle de Ricote.
Cuenta con 1212 habitantes (INE 2024) en su término municipal y una densidad de 15,15 hab/km².

## Localidades limítrofes
El término municipal de Ricote limita con:
| Noroeste: Cieza | Norte: Abarán       | Noreste: Blanca |
| Oeste: Mula     |                     | Este: Ojós      |
| Suroeste Mula   | Sur: Campos del Río | Sureste: Ojós   |

## Pedanías
Cañada Gil, 
La Armarcha, 
Ambrós, 
Lichor, 
Las Lomas, 
Cuesta Alta, 
Rambla de Charrara, 
Vite, 
La Bermeja, 
Patruena, 
Berrandino, 
Fuente del Cieno, 
Ainás, 
La Alcoba, 
Collado Gil, 
La Cuerda y  
Las Ventanas.

## Historia
Su origen histórico se sitúa a principios del siglo VIII, con la invasión musulmana.
El periodo andalusí fue muy fructífero para Ricote y su valle. Militarmente fue el punto de partida de la sublevación de uno de los caudillos más importantes del siglo XIII, Ibn Hud, el cual, tras su levantamiento contra los almohades en el castillo de Ricote en 1224, consiguió aglutinar bajo su mando a buena parte de al-Ándalus durante diez años. 

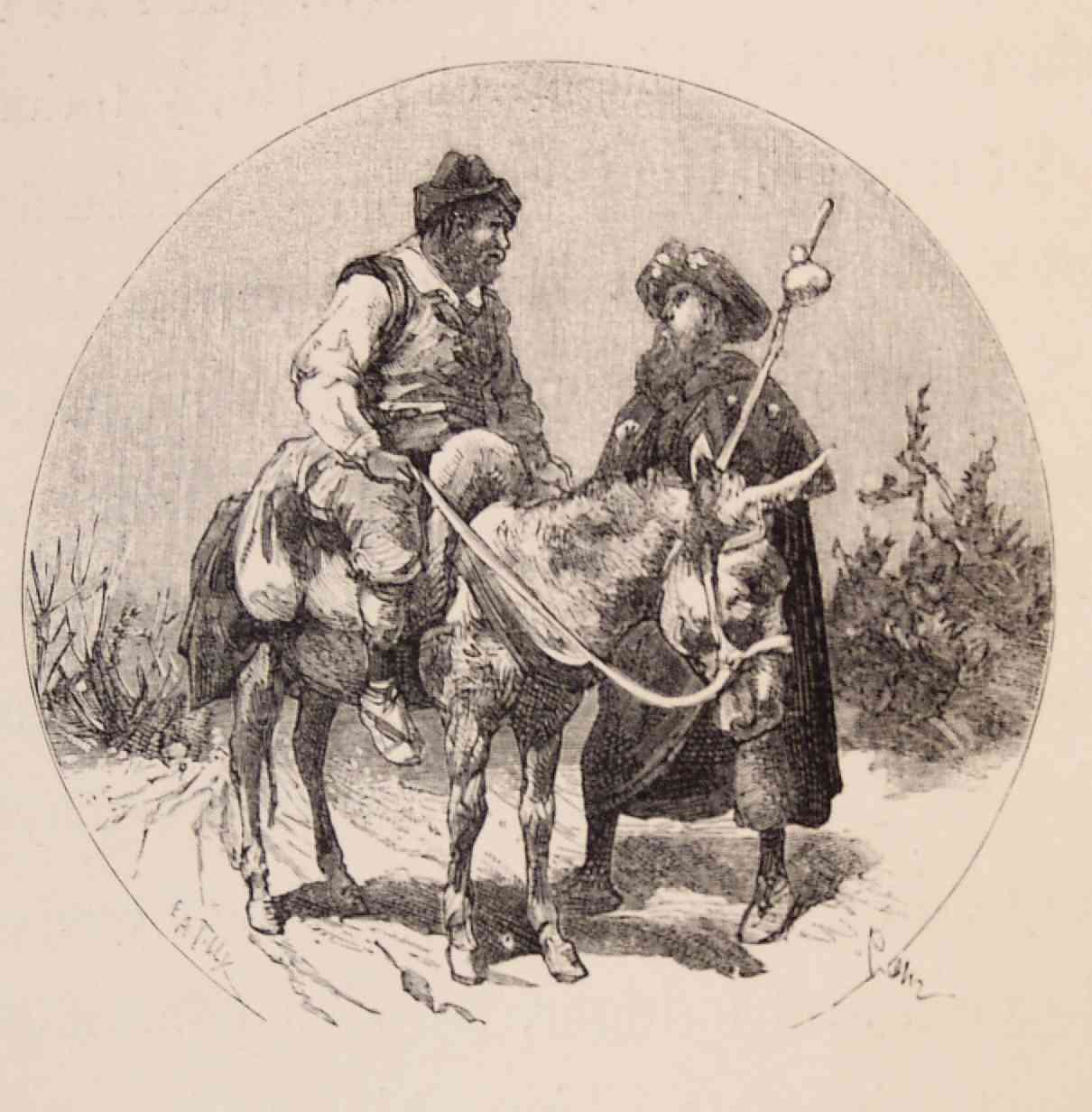
Ilustración del Quijote que muestra el encuentro de Sancho Panza con el morisco Ricote, personaje cuyo nombre pudo ser escogido por Cervantes en recuerdo a los moriscos de esta villa.

En 1243, por el tratado de Alcaraz, la Taifa de Murcia se incorporó a la Corona de Castilla en forma de protectorado. Sin embargo, Ricote, junto a otros núcleos, se resistió a cumplir el pacto, por lo que fue sometida por la acción de Pelayo Pérez Correa en el mismo año de 1243.
El Infante Sancho, hijo de Alfonso X el Sabio, prometió a la Orden de Santiago la entrega de Ricote y su valle a cambio del apoyo de la orden a sus aspiraciones a la Corona castellana. Cuando éste consiguió finalmente el trono en 1284, Sancho IV cumplió lo prometido. Hasta esa fecha, Ricote había estado concedido en señorío a Enrique Pérez de Arana.
Durante el siglo XVI se produjo la conversión forzosa de los mudéjares (en 1501), siendo desposeídos de todas sus raíces musulmanas. Ya a principios del siglo XVII, acusados de prácticas islámicas cuando eran totalmente cristianos, Felipe III decretó la expulsión de los moriscos.
Fueron los moriscos ricoteños los últimos en salir de España, ya que lograron, alegando su cristianismo, evitar el decreto de expulsión de 1609, pero el interés económico que la oligarquía local tenía sobre sus bienes propició el que en 1613 se promulgase un nuevo decreto que directamente fue dirigido contra ellos y que ocasionó que a finales de ese año fueran embarcados en el puerto de Cartagena, primero con destino a Mallorca y posteriormente a Berbería. El siglo XVII fue de regresión demográfica y económica como consecuencia de la expulsión.
El siglo XVIII estuvo dominado por la familia Llamas que, procedente del vecino pueblo de Mula, se asentó en Ricote en el siglo XVII, aprovechando el vacío dejado por los moriscos y la consecuente disponibilidad de tierras a precios bajos. Esta familia, principalmente dos miembros de ella, Juan de Llamas, y posteriormente su hijo Francisco, controlaron la vida del valle de Ricote durante todo el siglo XVIII. Pese a ser un territorio santiguista la orden no intervino para nada en la regulación de la vida del valle, limitándose simplemente a percibir las rentas que esta encomienda le suministraba, dejando la administración en manos de arrendadores, entre ellos los Llamas, que a cambio de recibir buena parte de los ingresos generados en el territorio, aportaban a la Orden una cantidad pequeña, pero que a fin de cuentas no le suponía esfuerzo generar.
Durante el siglo XIX se produjo la disolución de la Orden de Santiago y los bienes fueron adquiridos por otras familias como los Álvarez-Castellanos y los Moreno que siguieron controlando la vida de este territorio. 
Ricote se mantuvo fiel a la  II República española hasta el último momento de la Guerra Civil, destacando durante la etapa republicana la expropiación de bienes por parte del Ayuntamiento local. Cabe mencionar la figura de D. Diego Candel Rubio, médico local, creador de la fundación San Diego de ayuda a los más necesitados.
Actualmente, Ricote sufre un estancamiento en su desarrollo ante el abandono de la agricultura tradicional, y a que la principal actividad que podría revitalizar su economía, el turismo, no se ha explotado.

## Ayuntamiento
| Período   | Alcalde                                                        | Partido                                                                          |  |
| --------- | -------------------------------------------------------------- | -------------------------------------------------------------------------------- |  |
| 1979-1983 | Isabel Macarro                                                 | AP minoría con apoyos Psoe e INDP.                                               |  |
| 1983-1987 | Isabel Macarro                                                 | AP minoría                                                                       |  |
| 1987-1991 | Jesús Miñano                                                   | PSOE minoría                                                                     |  |
| 1991-1995 | Jesús Miñano                                                   | PSOE mayoría                                                                     |  |
| 1995-1999 | Jesús Miñano                                                   | PSOE minoría con apoyo IU                                                        |  |
| 1999-2003 | Adolfo Guillamón                                               | PP mayoría                                                                       |  |
| 2003-2007 | Miguel Ángel Candel                                            | PP minoría con apoyo IU                                                          |  |
| 2007-2011 | Miguel Ángel Candel                                            | PP mayoría                                                                       |  |
| 2011-2015 | Celedonio Moreno                                               | PSOE+AIRE (hasta 2013)/PSOE minoría                                              |  |
| 2015-2019 | Celedonio Moreno                                               | PSOE mayoría                                                                     |  |
| 2019-2023 | Rafael Guillamon Moreno (2019-2021) Rubén Carrasco (2021-2023) | PP minoría con apoyo de Cs y Somos Región PSOE minoría con apoyo de Somos Región |  |
| 2023-     | Rafael Guillamón Moreno                                        | PP mayoría                                                                       |  |

| Elecciones municipales |      |      |      |      |      |      |        |      |         |         |      |      |
| Partido                | 1979 | 1983 | 1987 | 1991 | 1995 | 1999 | 2003   | 2007 | 2011    | 2015    | 2019 | 2023 |
| AP / PP                | 2    | 4    | 3    | 2    | 4    | 6    | 4      | 6    | 4       | 3       | 3    | 5    |
| PCE / IU               | 0    | 0    | 0    | 0    | 1    | 0    | 1      | 0    | 0       |         |      |      |
| UCD / CDS              | 5    | 0    | 2    |      |      |      |        |      |         |         |      |      |
| Independientes/AIRE    | 2    | 2    | 0    | 0    | 0    | 0    | 1(APR) | 0    | 1(AIRE) | 1(AIRE) |      |      |
| PSOE                   | 2    | 3    | 4    | 7    | 4    | 3    | 3      | 3    | 4       | 5       | 4    | 4    |
| C's                    |      |      |      |      |      |      |        |      |         |         | 1    |      |
| Somos Región           |      |      |      |      |      |      |        |      |         |         | 1    |      |
| VOX                    |      |      |      |      |      |      |        |      |         |         |      | 0    |
| Total                  | 11   | 9    | 9    | 9    | 9    | 9    | 9      | 9    | 9       | 9       | 9    | 9    |

## Geografía humana

### Demografía
Cuenta con una población de 1212 habitantes (INE 2024).
| Gráfica de evolución demográfica de Ricote entre 1857 y 2021 |
| |
| Población de derecho según los censos de población del INE Población de hecho según los censos de población del INEEntre el censo de 1857 y el anterior, aparece este municipio porque se segrega del municipio 30019 (Cieza) |

## Patrimonio

### Monumentos religiosos
- Iglesia de San Sebastián (siglo XVIII). Bien de Interés Cultural.
- Convento de San Diego.
- Ruinas de la ermita de Nuestra Señora de las Huertas (siglo XVI).
- Ermita de Charrara.

### Monumentos civiles
- Casa de la Encomienda (siglo XV-XVI).
- Palacete de los Álvarez-Castellanos o de los Llamas (siglo XVIII). Bien de Interés Cultural. Actual Centro Cultural.
- Portada de la Casa de Hoyos (siglo XVIII).
- Castillo medieval llamado "Alharbona". Fortaleza musulmana del siglo IX. Bien de Interés Cultural.

## Gastronomía
Paella con arroz de Calasparra, paella murciana (arroz con verduras), arroz y alubias, olivas partidas, gachas migas, migas, rollos de vino, cordiales, tortas de Pascua, polvorones de manteca, paparajotes, gachasmigas, zarangollo, gazpacho.

## Fiestas
- San Sebastián (20, 21 y 22 de enero): son las fiestas locales
- San José (19 de marzo)
- Día de la "mona" (Domingo de Ramos y lunes de Pascua)
- Fiestas de Santiago en el barrio de Santiago (25 de julio)
- Virgen de Agosto (15 de agosto)

## Comunicaciones

### Por carretera
Las principales vías de comunicación son las carreteras RM-521, que comunica el municipio con Ojós, y RM-B15.

### Autobús
Presta servicio la siguiente línea de autobús interurbano:
| Línea     | Recorrido                | Operador |
| --------- | ------------------------ | -------- |
| MUR-092-1 | Valle de Ricote - Murcia | Interbus |